# 索科利耶湖 (莫斯科州)
55°39′5″N 39°39′0″E / 55.65139°N 39.65000°E
索科利耶湖（俄语：Соколье），是俄羅斯的湖泊，位於該國西部，由莫斯科州負責管轄，處於沙圖拉區，長0.2公里、寬0.15公里，面積0.03平方公里，最大水深3米。